# جوناثان لويس (لاعب كرة قدم أمريكية)
جوناثان لويس (بالإنجليزية: Jonathan Lewis)‏ هو لاعب كرة قدم أمريكية أمريكي، ولد في 12 يوليو 1984.

## وصلات خارجية
- جوناثان لويس على موقع مرجع كرة القدم المحترفة.كوم (الإنجليزية)
- جوناثان لويس على موقع JustSportsStats.com (الإنجليزية)